# قصر النيل (مسلسل)
قصر النيل مسلسل مصري عرض على شاشة إم بي سي مصر في رمضان 2021.

## قصة العمل
تدور قصة العمل في مصر بعد ثورة يوليو 1952 التي كانت ضد النظام الملكي وما تلاها من نتائج وأحداث إضافة للصراعات الطبقية

## شارة المسلسل
غنت شارة المسلسل الفنانة أصالة نصري وهي من كلمات أمير طعيمة، وألحان إيهاب عبد الواحد. 

## الممثلون
- دينا الشربيني بدور (كاميليا)
- ريهام عبدالغفور بدور (عايدة)
- صبري فواز بدور (منصور السيوفي)
- أحمد خالد صالح بدور (فوزي السيوفي)
- محمود البزاوي بدور (ممدوح)
- صلاح عبدالله بدور (عزت درويش)
- ناردين فرج بدور (سعاد عزت)
- أحمد مجدي بدور (خالد نوح)
- مريم الخشت بدور (شويكار)
- ميريت عمر الحريري بدور (نازلي)
- منا عادل بدور (مديرة القصر)
- آية إبراهيم بدور (فريال ممدوح)
- نشوى علي بدور (سوسن)